# چووا
چووا (به ژاپنی: 長和 Chōwa)؛ نام یک عصر تاریخی ژاپنی (نِنگُو) بود. این عصر بعد از کانکو و قبل از کاننین قرار داشت و از دسامبر ۱۰۱۲ تا آوریل ۱۰۱۷ میلادی به طول انجامید. در طی این عصر امپراتور سانجو و امپراتور گو-ایچیجو امپراتور ژاپن بودند.